# Boké (prefectura)
Boké es una prefectura de la región de Boké de Guinea, con una población censada en marzo de 2014 de 450 278 habitantes. Está formada por las siguientes subprefecturas, que igualmente se muestran con población censada en marzo de 2014:
- Bintimodiya 25,901
- Boké 61,758
- Dabiss 29,897
- Kamsar 113,350
- Kanfarandé 29,407
- Kolaboui 57,442
- Malapouyah 10,271
- Sangarédi 76,425
- Sansalé 11,873
- Tanéné 33,954[1]

## Distritos
- Bintimodiya
- Boké
- Dabiss
- Kamsar
- Kanfarandé
- Kolaboui
- Malapouyah
- Sangarédi
- Sansalé
- Tanéné